# Vincent Lukáč
Vincent Lukáč (* 14. Februar 1954 in Košice, Tschechoslowakei) ist ein ehemaliger tschechoslowakischer Eishockeyspieler, der 14 Jahre lang für den TJ VSŽ Košice in der 1. Liga der Tschechoslowakei spielte und mit der tschechoslowakischen Nationalmannschaft an vier Weltmeisterschaften und zwei Olympischen Winterspielen teilnahm. Seit dem Ende seiner aktiven Spielerkarriere arbeitet er als Eishockeytrainer.

## Karriere als Spieler
Vincent Lukáč begann seine Karriere 1967 im Nachwuchs des TJ VSŽ Košice. 1971, im Alter von 17 Jahren, gab er sein Debüt in der 1. Liga, der höchsten Spielklasse der ČSSR. In den folgenden Jahren entwickelte er sich zu einem der dominierenden Angriffsspieler der ČSSR, der über eine hohe Schnelligkeit und hervorragendes Schläger-Handling verfügte. Zusammen mit seinen Brüdern Imrich und Josef bildete er Ende der 1970er Jahre eine der gefährlichsten Angriffsreihen der Liga. 1981 wechselte er innerhalb der Liga zum ASD Dukla Jihlava, mit dem er 1982 den tschechoslowakischen Meistertitel gewann. Nach diesem Erfolg mit Dukla ging er zu seinem Heimatverein zurück. 1980 (40 Tore) und 1982 (49 Tore) gewann er die Torjägerkrone der Liga, 1983 wurde er zudem mit der höchsten Auszeichnung des tschechoslowakischen Eishockeys geehrt, dem Zlatá hokejka (Goldener Schläger).
Insgesamt erzielte er in der tschechoslowakischen Liga 393 Tore in 513 Partien und gehört damit zu den erfolgreichsten Torschützen in der Geschichte des ČSSR-Eishockeys.
Während des NHL Entry Draft 1982 wurde er in der zehnten Runde an insgesamt 202. Stelle von den Québec Nordiques ausgewählt, spielte aber nie in der National Hockey League. Erst 1985 erhielt Lukáč die Erlaubnis, ins westeuropäische Ausland zu wechseln. Daraufhin schloss er sich dem SB Rosenheim an. Weitere Stationen seiner Karriere waren der Wiener EV (1987/88), die Fife Flyers aus Kirkcaldy, Schottland (1988/89), die Streatham Redskins aus London (1989/90) und die Glen Rothers Glasgow.

### International
Neben seinen Erfolgen auf Vereinsebene war Lukáč in den späten 1970er und frühen 1980er Jahren Stammspieler der tschechoslowakischen Nationalmannschaft. Meist spielte er dabei zusammen mit zwei anderen Slowaken, Dárius Rusnák und Igor Liba. Er nahm zwischen 1977 und 1985 an vier Weltmeisterschaften teil, bei denen er drei Medaillen gewann. Gleich bei seiner ersten Weltmeisterschaft, 1977, gewann er die Goldmedaille. Außerdem nahm er am Canada Cup 1984 sowie an den Olympischen Winterspielen 1980 und 1984 teil, wobei er 1984 die Silbermedaille gewann.
Insgesamt absolvierte er 146 Spiele im Nationaltrikot, in denen er 70 Tore erzielte.

## Karriere als Trainer
Seit Beendigung seiner Spielerkarriere arbeitet Lukáč als Eishockeytrainer. In der Spielzeit 1994/95 betreute er den HC Košice als Assistenztrainer. In der folgenden Spielzeit übernahm er den Cheftrainerposten in Košice und gewann mit dem Verein die slowakische Meisterschaft. Gleichzeitig wurde er Trainer der slowakischen Nationalmannschaft, mit der er den World Cup of Hockey 1996, die Olympiaqualifikation 1997 und die Eishockey-Weltmeisterschaft 1997 bestritt.
2000 war er Cheftrainer der südafrikanischen Nationalmannschaft. In der Spielzeit 2002/03 betreute er den MsHK Žilina als Cheftrainer. 2004 wurde er mit der Aufnahme in die Slowakische Hockey Hall of Fame geehrt, außerdem ist er Träger des Kreuzordens des Präsidenten erster Klasse, den er vom damaligen Präsidenten der Slowakei, Rudolf Schuster, erhielt.

## Erfolge und Auszeichnungen
| - Tschechoslowakischer Meister 1982 - Bei Olympischen Winterspielen: - 1980 5. Platz - 1984 Gewinn der Silbermedaille - Bei Weltmeisterschaften: - 1977 und 1985 Gewinn der Goldmedaille - 1982 und 1983 Gewinn der Silbermedaille |  | - Toptorjäger der ČSSR 1980 und 1982 - 1983 Gewinn des Zlatá hokejka - 2004 Aufnahme in die slowakische Hockey Hall of Fame - 2004 Träger des Kreuzorden des Präsidenten |

## Karriere in der Politik
Vincent Lukáč wurde bei den Parlamentswahlen in der Slowakei 2010 in den Nationalrat der Slowakischen Republik gewählt, nachdem er von der Slowakischen Nationalpartei zum Kandidaten ernannt worden war. In einem Interview teilt er mit, Ján Slota spreche das, was nicht nur er, sondern auch die Mehrheit der Leute im Parlament denken, und dass die SNS bestimmt nicht so charakterlos und vulgär ist, wie sie von den Medien dargestellt wird. Er erklärt, dass er keiner Partei zeit seines Lebens beigetreten sei. Im Interview beschreibt er Ján Slota als einen geradsinnigen, guten, empfindlichen und freundlichen Mann (Je to dobrý, citlivý chlap, kamarátsky, priateľský.). Beide kennen sich aus der Zeit, als Lukáč in Sillein als Trainer tätig war und Slota Präsident von MsHK Žilina war.

## Sonstiges
Vincent Lukáč ist der Schwiegervater des slowakischen Eishockeyspielers Jiří Bicek, der für die New Jersey Devils in der NHL spielte.